# Таусагиз
Таусаги́з (каз. Таусағыз) — село у складі Тюлькубаського району Туркестанської області Казахстану. Входить до складу Мічурінського сільського округу.
До 2007 року село називалось Кенаф
Населення — 949 осіб (2021; 912 у 2009, 774 у 1999, 752 у 1989).